# McKinlay River (Gilliat River)
Der McKinlay River ist ein Fluss im Norden des australischen Bundesstaates Queensland. Er führt nicht ganzjährig Wasser, sondern nur zur Regenzeit.

## Geographie

### Flusslauf
Der Fluss entspringt an den Nordosthängen der Selwyn Range und fließt zunächst rund 15 Kilometer nach Südosten zur Siedlung Answer Downs an der Cannington Road. Dort wendet er seinen Lauf nach Nordosten und folgt der Straße bis zur Kleinstadt McKinlay am Landsborough Highway. Er unterquert den Highway und setzt seinen Lauf nach Nordosten fort, wo er südlich von Gilliat in den Gilliat River mündet.
In seinem Mittel- und Unterlauf bildet der McKinlay River eine breite Flussaue aus, in der er in vielen Kanälen parallel läuft.

### Nebenflüsse mit Mündungshöhen
Der Fluss hat folgende Nebenflüsse:
- Rangeview Creek – 193 m
- Snake Creek – 185 m
- Boorama Creek – 184 m
- Martin Creek – 177 m
- Yaningerry Creek – 168 m
- Hickson Creek – 161 m
- Nora Creek – 160 m
- Mistake Creek – 144 m